# Danuta Malinowska
Danuta Malinowska (ur. 28 grudnia 1960, zm. 5 stycznia 2016 w Rzeszowie) – polska aktorka teatralna. 

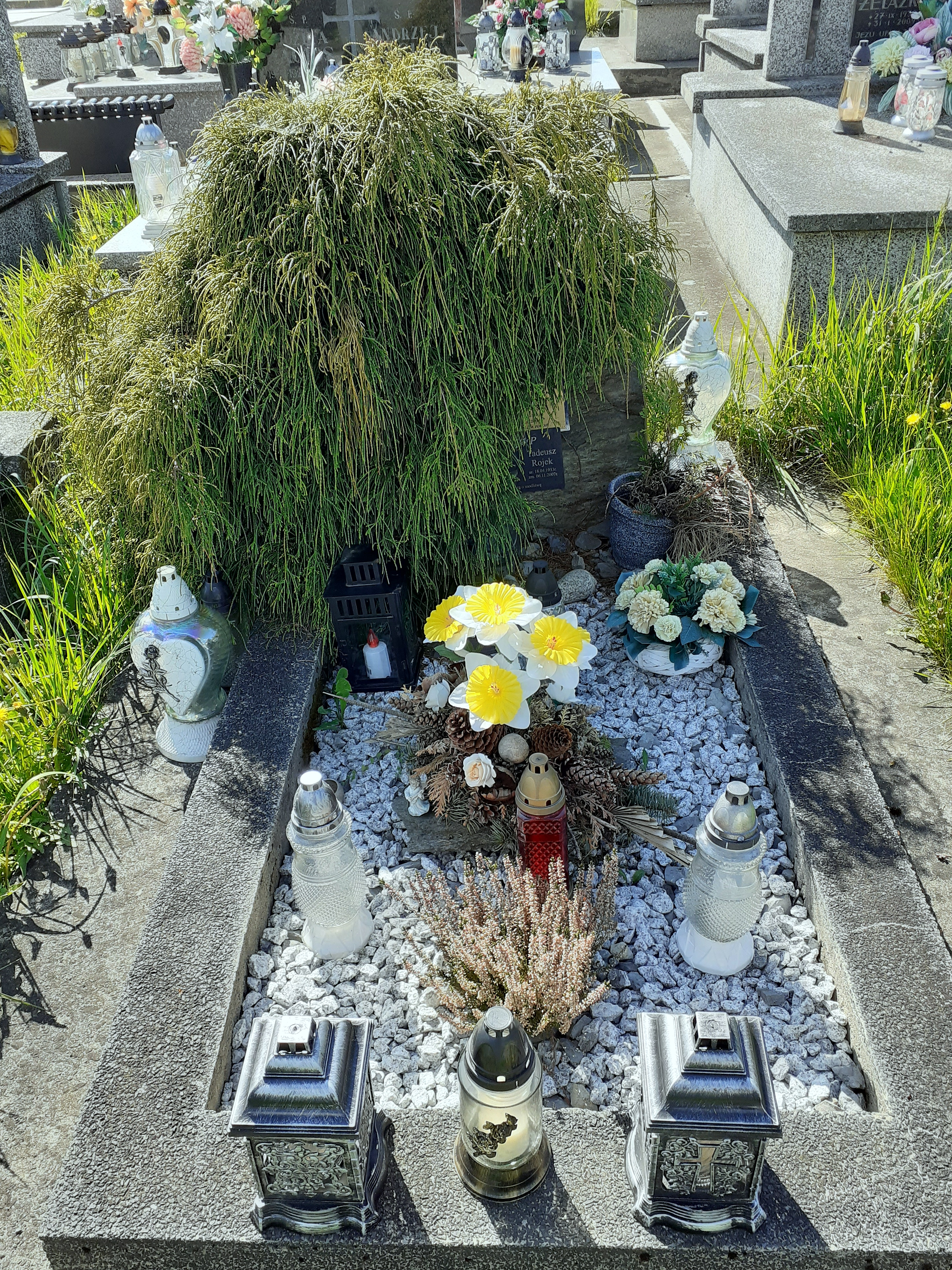
Grobowiec Danuty Malinowskiej

## Życiorys
Debiutowała 1986 w Teatrze Współczesnym im. Edmunda Wiercińskiego we Wrocławiu, w sztuce Sztukmistrz z Lublina Singera. Od 1987 przez dwa sezony była adeptką w Teatrze im. Juliusza Osterwy w Gorzowie Wielkopolskim. W 1989 otrzymała angaż aktorski w Bałtyckim Teatrze Dramatycznym im. Juliusza Słowackiego w Koszalinie, w 1991 przeniosła się do Teatru Dramatycznego w Elblągu. W 1992 przeprowadziła się do Rzeszowa i związała się z tamtejszym Teatrem im. Wandy Siemaszkowej, gdzie występowała do zakończenia kariery aktorskiej w 1997.
Pochowana na cmentarzu Wilkowyja w Rzeszowie.